# Kümmersbruck
Kümmersbruck – miejscowość i gmina w Niemczech, w kraju związkowym Bawaria, w rejencji Górny Palatynat, w regionie Oberpfalz-Nord, w powiecie Amberg-Sulzbach. Leży na południowy wschód od Amberga, nad rzeką Vils, przy autostradzie A6.
W związku z rozwiązaniem 1 września 2015 obszaru wolnego administracyjnie Hirschwald, 1,9 km² włączono do gminy. Jednocześnie do gminy Ensdorf włączono 1180 m², a z tej samej gminy przyłączono 138 866 m².

## Dzielnice
W skład gminy wchodzą następujące dzielnice: Haidweiher, Haselmühl, Köfering, Kümmersbruck, Lengenfeld, Moos, Penkhof i Theuern.

## Osoby urodzone w Kümmersbrucku
- Andreas Schillinger – kolarz